# コースター (食器)

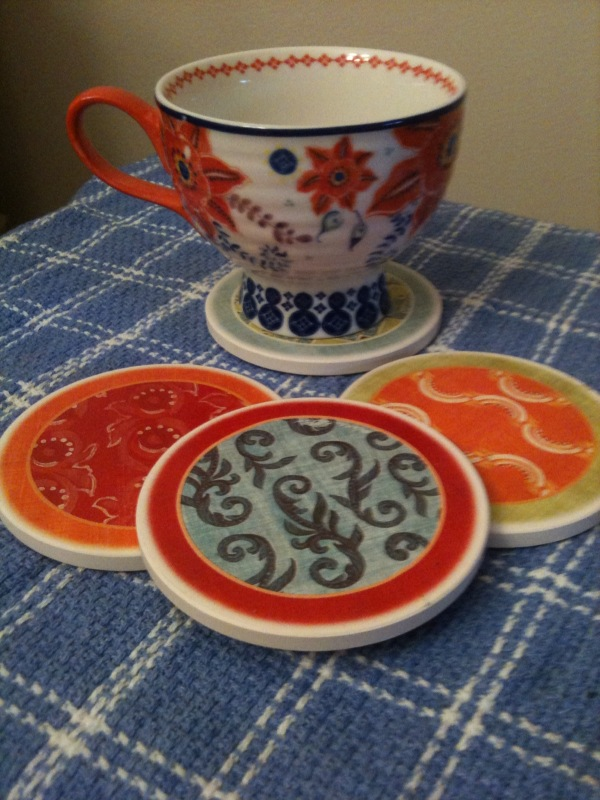
石（砂岩）のコースターとカップ。

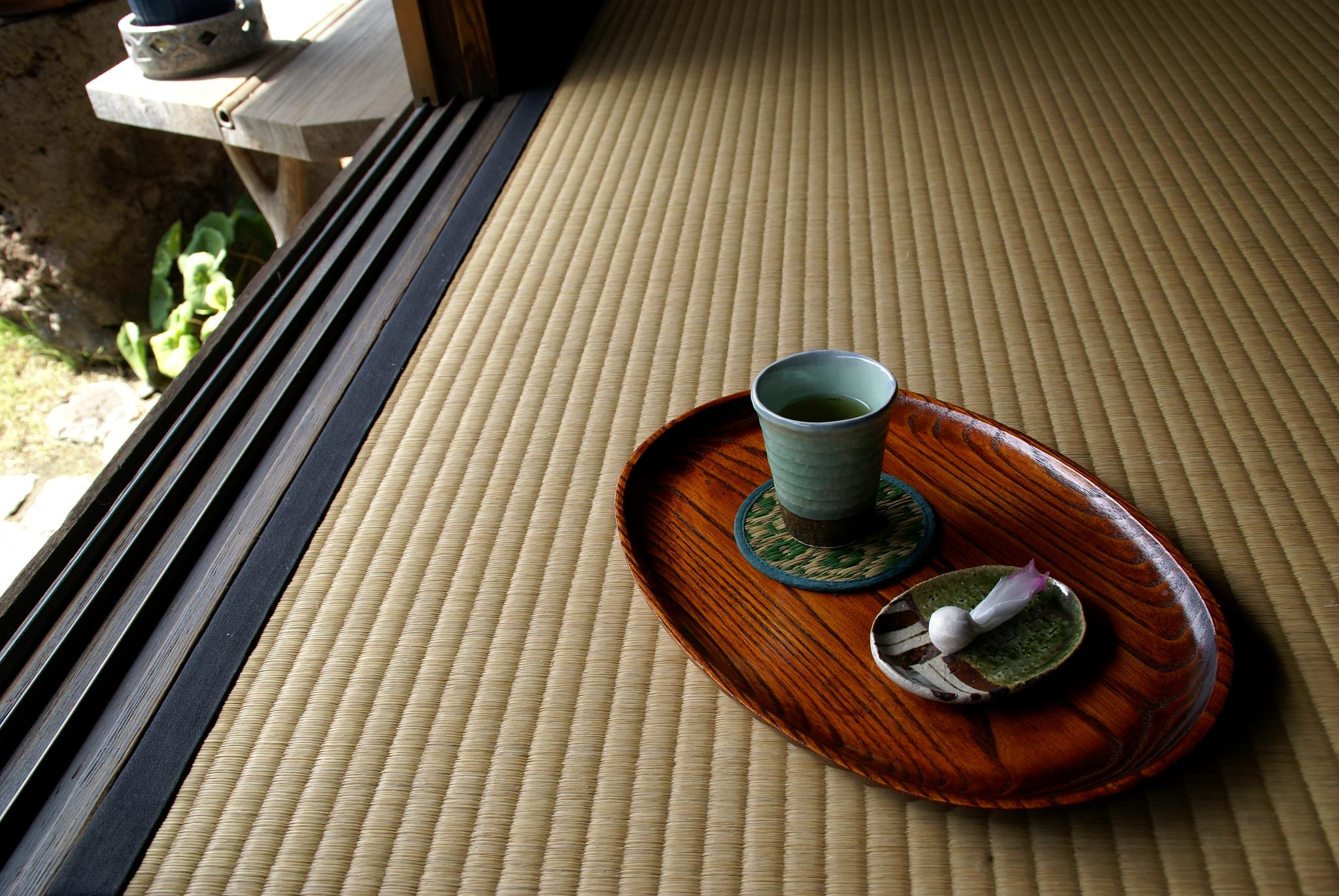
和風のコースターと湯飲み。

コースター（英語: coaster）は、飲み物を飲む時にコップなど食器の下に敷く、小さなマット。コップ敷き、コップ受け、グラス・マットとも呼ばれる。

## 概要
本来の使用目的は、冷たい飲み物を入れたコップなどに結露した水が流れてテーブルが濡れるのを防いだり、熱が伝わるのを防いだりするためである。
またカクテルを出す場合に使用するコースターは、基本的にロングドリンクを供する時に、グラスの下に敷く。
ドイツ語圏ではBierdeckel（ビアデッケル、意味は「ビールの蓋」）と呼ばれる。蓋が無いタイプのビアマグでビールなどを飲む際、特に屋外で昆虫や落ち葉などの異物が飲料に入らないよう、フェルト製のコースターを蓋代わりに使ったことに由来する名称である。

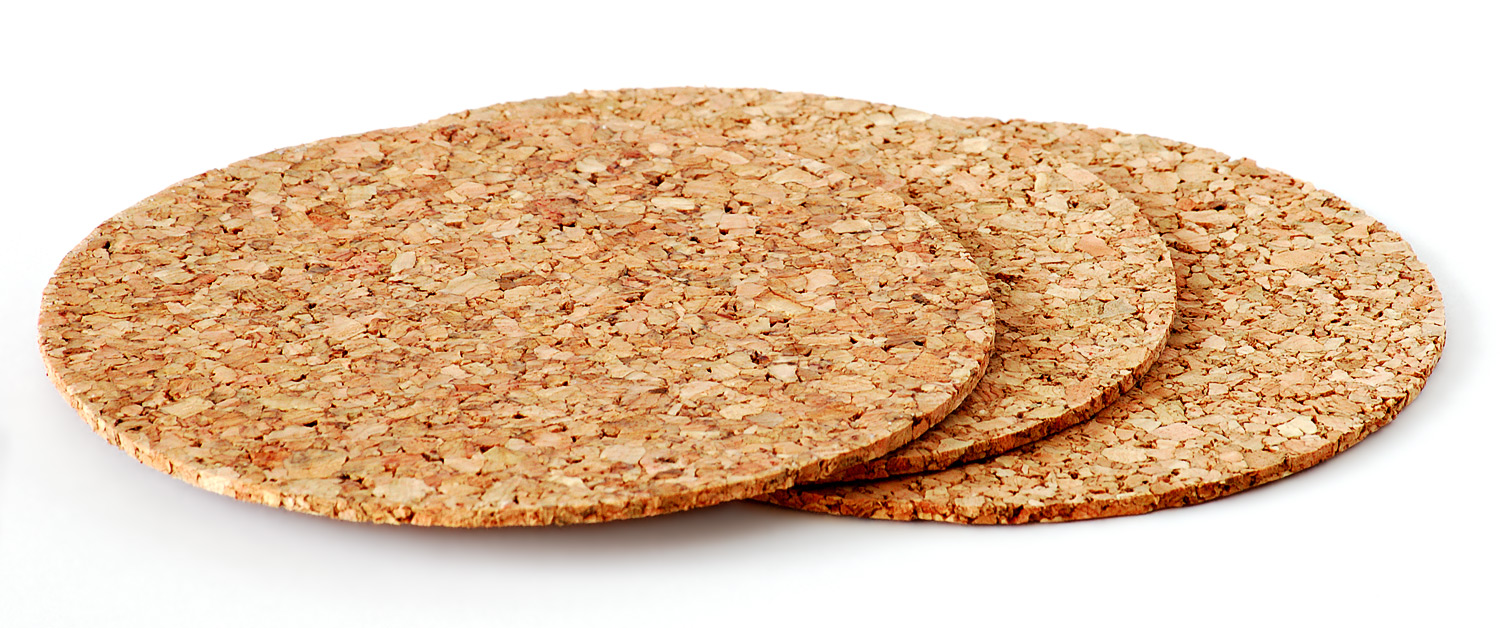
コルク製のコースター

素材は、紙、コルク、木、布、レース編、シリコン樹脂など各種ある。日本の喫茶店などで供されるものはコルク製か紙製のものが多い。素材は吸水性に優れたものが良く、金属製、ガラス製、陶製のものはふさわしくないとされる。
形状は円形や四角形のほか、多様である。

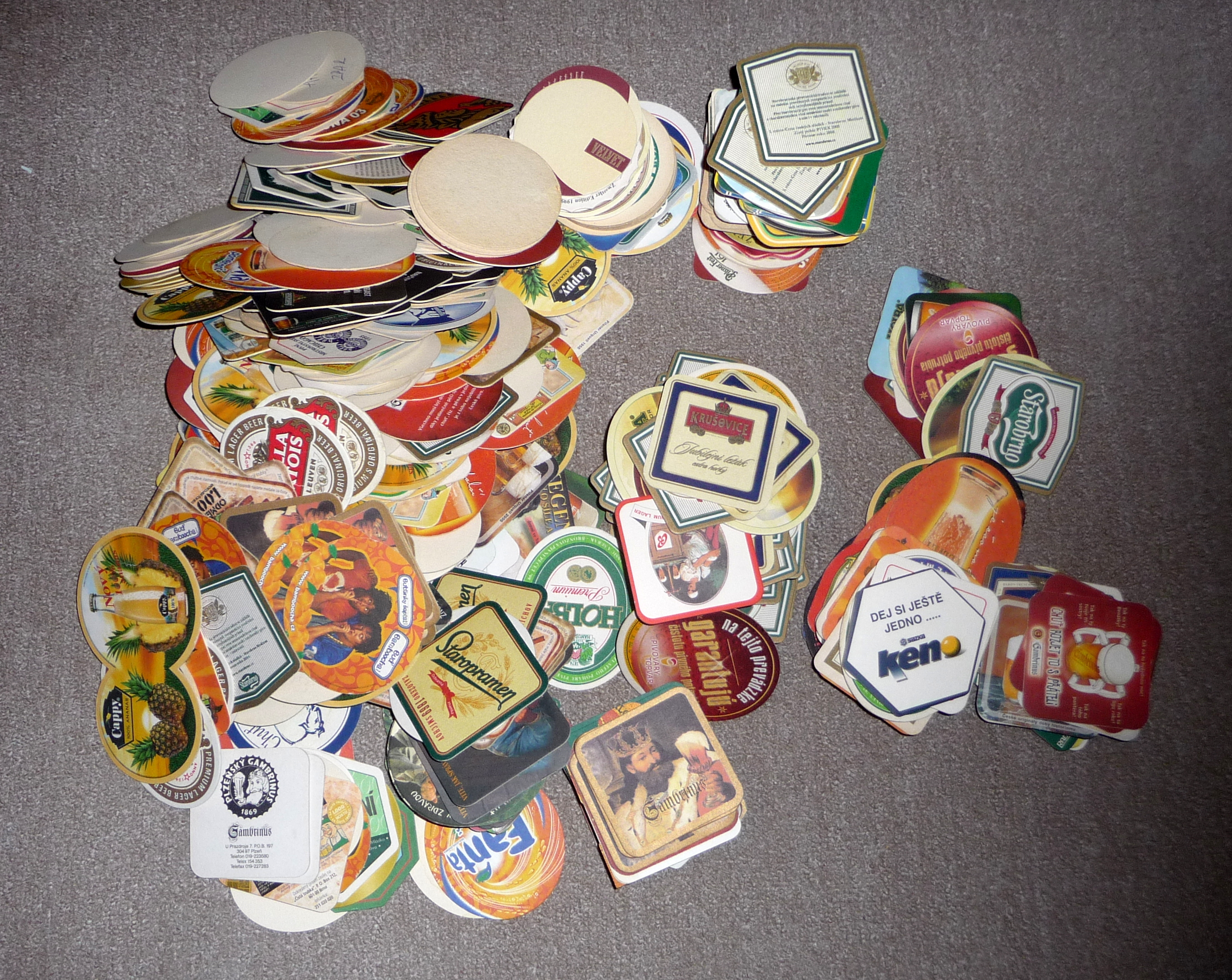
様々な印刷がされた紙のコースター。

紙製の場合は店舗の名前や電話番号などを印刷して宣伝効果を図るものもある。ビールなど酒造会社も自社製品の画像などを載せたコースターを製作・配布している。ヨーロッパや日本などにはビールコースターの収集家がおり、交換会が開かれることもある。